# 鋼の錬金術師の登場人物一覧
鋼の錬金術師の登場人物一覧（はがねのれんきんじゅつしのとうじょうじんぶついちらん）では、漫画作品『鋼の錬金術師』に登場した人物の説明をまとめる。エルリック兄弟および主要人物は鋼の錬金術師の主要な登場人物を参照。特に断りが無い場合、単に「アニメ」と言えば、2009年のアニメを指す。
担当声優に関しては「2003年版アニメ / 2009年版アニメ」の順に表記。1人しか記載がない場合は2009年版でのキャスト。それ以外のキャストは別途記載。担当俳優は実写映画版での配役。
軍人の名前に関しては、軍事関係の名前と人名辞典からの組み合わせで命名されている。また、飲み屋のチラシから選ばれた名前もある。

## アメストリス軍部
マスタングとその部下たちなどの所属は「約束の日」直前（第20巻後半）を基準としている。

### 大総統府
キング・ブラッドレイ
アメストリス軍大総統。
アメストリス国の最高権力者。ホムンクルス・ラースの表向きの姿。
→鋼の錬金術師の主要な登場人物#キング・ブラッドレイ
オリヴィエ・ミラ・アームストロング
→鋼の錬金術師の主要な登場人物#オリヴィエ・ミラ・アームストロング
リザ・ホークアイ
→鋼の錬金術師の主要な登場人物#リザ・ホークアイ
バスク・グラン
声 - 青森伸 / 同左
軍部の准将。「鉄血」の二つ名を持つ国家錬金術師。元第五研究所管理責任者。
気骨に満ちた性格の軍人で、軍隊格闘の達人にして兵器錬成の第一人者。二つ名である鉄血は「鉄は兵器、血は兵士」を表す。重火器や鉄球などの様々な武器を一度に大量に錬成して放つという超攻撃的な錬金術が使える。
イシュヴァール戦においては、部下を死なせないために自ら先陣を切ったり、手柄欲しさに皆殺しを命令する上官を射殺し、降伏を申し出たイシュヴァール人の代表者をブラッドレイに面会させる。
物語開始からしばらく後（時間軸上では2巻）、「傷の男」に殺害される。名目上は第五研究所の責任者だったため、第五研究所で行われていた実験が明るみに出た際には、既に死んでいたのをいいことに、その罪を着せられる。なお、死んだシーンに関しては第15巻の巻末で「酔っ払い状態で帰宅している最中に闇討ちされた」と説明された（アニメでは真っ当に戦った上で敗北している）。
レイブン
声 - 宝亀克寿
演 - 大和田伸也
軍部の中将。
褐色肌に髭面の初老の男。一見豪快でおおらかな性格のようだが本性は悪人で、ホムンクルスの協力者。不老不死を望み、自ら進んでホムンクルスに協力している。グラマン中将とはいくつかの戦場で会い、その能力を高く評価しており、過去に仲間に引き込もうとしたが、「不死など下らん」と一蹴された。いくつかの描写（特にアニメでのグラマンの話）では、かつては本気で国のことを考えていた気高い軍人のようである。
老境に入っているために計画の完遂を焦っており、エルリック兄弟とオリヴィエの罠に簡単にかかって重要な情報を流すなど、脇が甘い面も見られた。最期はオリヴィエの部下の命を蔑ろにしたことで彼女に剣で斬られ、その死体もコンクリートの中に埋められる（アニメ版ではコンクリートに飲まれるまで不老不死に対する執着を垣間見せている）。
ガードナー
声 - 糸博
軍部の中将。眼鏡をかけた細身の初老の男。
オリヴィエに人形兵の存在を教えた。「約束の日」に司令部会議室にてオリヴィエに射殺される。
クレミン
声 - 勝沼紀義
軍部の准将。
褐色の肌に禿頭の男。ホムンクルスの協力者。「約束の日」、中央司令部で中央軍の指揮を執り、蜂起したマスタングたちを鎮圧しようとするが、イズミが作った地下道から侵入したバッカニア率いるブリッグズ兵に拘束される。鎮圧の際には、用済みと見做した大総統夫人をマスタングの部下諸共殺そうとしたり、避難の済んでいない居住区への砲撃を命令したりするなど卑劣な人物として描写される。
最後の戦いの後、国土錬成陣の首謀者として生き残ったエジソンと共に拘束・連行される。
エジソン
声 - 天田益男
軍部の准将。
メガネに顎鬚で小太りの老人。ホムンクルスの協力者。「約束の日」、解放された「不死の軍団」の襲撃に遭ったところをイズミに助けられ捕縛される。そんな状況でも、自分の地位やホムンクルスの協力者であることを挙げて、イズミやオリヴィエに自分に従うよう命令するが、2人に足蹴にされた挙句、部下たちからも見放される。殺気を放つイズミやオリヴィエに正座して脅えながら計画を吐かされるなど気の小さい人物として描かれる。
最後の戦いの後、国土錬成陣の首謀者として生き残ったクレミンと共に拘束・連行される。
フォックス
声 - ふくまつ進紗
階級不明。黒髪に口髭を生やした将校。
「約束の日」に司令部会議室にてオリヴィエによって人質として捕らえられた。その後、オリヴィエを殺そうと彼女の背後から現れたスロウスに叩き潰されて圧死した。
シュトルヒ
声 - 四宮豪
階級不明。大総統補佐官。
その役職上、大総統に付き添いエドワードの国家錬金術師資格試験やブラッドレイの南部視察にも姿が見える。人事局のヤコブレフ（声 - 勝沼紀義）と共に、ホークアイに大総統補佐官への人事異動を知らせる。
最後の戦いの後、中央司令部正門で気絶していたところを発見され拘束される。レベッカによれば、戦後統治のため、大総統後任に関して取引を持ちかけられることになるらしい。
ゲルトナー
声 - てらそままさき
階級不明。ブラッドレイの部下。レイブン中将失踪後、北方司令部へ派遣された将校。

### 中央司令部
ロイ・マスタング
→鋼の錬金術師の主要な登場人物#ロイ・マスタング
マース・ヒューズ
→鋼の錬金術師の主要な登場人物#マース・ヒューズ
アレックス・ルイ・アームストロング
→鋼の錬金術師の主要な登場人物#アレックス・ルイ・アームストロング
フォッカー
声 - 長島真祐
軍部の大尉。軍法会議所勤務。ヒューズの部下。
褐色肌にメガネの体躯の良い男性。ヒューズの死後はシェスカの上司となる。情報収集のため、エンヴィーが変装していたこともあった。
マリア・ロス
声 - 斎賀みつき / 名塚佳織
演 - 夏菜
軍部の少尉。アームストロング少佐の部下。
黒髪短髪、左目の下に泣きボクロがある女性。年齢は24-25歳（ラフ画集より）。アームストロング少佐の命を受け、ブロッシュと共に一時期エルリック兄弟の護衛を務める。エルリック兄弟には軍人としてよりも大人として接し、自分たちだけで解決しようとする兄弟を叱ったりした。
マスタングを牽制するため、ホムンクルス側によってヒューズ殺害事件の犯人に仕立て上げられる。しかし、マスタングと手を組んだバリーの活躍で拘置所より助け出され、マスタングによる偽装工作で表向き死んだことにされる。そして、フーと共にシンへ亡命することになるが、マスタングに有事の際はすぐ駆けつけると約束する。
「約束の日」、レベッカと共に補給物資を乗せた偽装装甲車に乗ってマスタングたちのもとへ駆けつけ、約束を果たす。
「約束の日」の後は詳しいことは不明であるが、ハボックがリハビリしている写真にブレダと共に写っている。
デニー・ブロッシュ
声 - 原田正夫 / 早志勇紀
軍部の軍曹。アームストロング少佐の部下。
真面目だがノリの良い性格で、他人の色恋沙汰に口を出すためエドから色ボケ軍曹と呼ばれる。妹（声 - 折笠富美子）が3人、弟（声 - 水樹奈々）が2人いる。ロスと共に一時期エルリック兄弟の護衛を務める。
ロスに密かに想いを寄せており、彼女がヒューズ殺害事件の参考人として逮捕された時は、彼女のアリバイを証明しようとしたが門前払いされる。感情がすぐに顔に出るために、彼女の生存を知らされておらず、そのため、彼女を殺したとされるマスタングを強く憎んでいた。
「約束の日」、マスタングたちが仕組んだラジオ放送でロスの声を聞くと、彼らとの交渉役に名乗りを挙げる。そしてラジオ局でロスと再会し、涙を流して喜んだ。
名前の由来はフランスの航空機メーカー、ブロッシュ社（現ダッソー）。
シェスカ
声 - 若林直美 / 藤村知可
軍法会議所勤務。ヒューズの部下。
メガネでややオドオドした女性。通称「本の虫」。趣味の範疇を超えているほどの本好きで、読んだ本の内容を一字一句まで記憶するという特技を持つ。その本好きが高じて、国立中央図書館第一分館に勤務していたが、逆に本好きが災いし勤務中にもかかわらず蔵書を読んでいてクビになった。その後、第一分館への放火により焼失してしまったマルコーの書類を復元したことがきっかけで、ヒューズの部下となり、軍法会議所に勤務する。ヒューズの死後は、彼の死を調べるマスタングに協力した。
臆病な性格で、エルリック兄弟と会うまでは自分のことを役立たずと思い込んでいたが、アルフォンスの言葉がきっかけで自分に自信が持てるようになる。
エリック
声 - 武虎
正門上階を死守していた将校。戦車を用いたブリッグズ兵からの攻撃に圧倒される。

### 東方司令部
グラマン
声 - 塚田正昭 / 納谷六朗 / 非公表（ゲーム『MOBILE』）
軍部の中将。東方司令部司令官。マスタングが東方司令部に在籍していた時の上司。
軍中では変人と名高く、見た目は気の良い老人だが、実態は非常に頭の切れる策士。若いころは中央司令部勤務で、マスタング同様に軍を掌握するという野望を持っていたが、ホムンクルスの仲間に引き込もうとしたレイブンの誘いを「くだらない」と一蹴したため、東方司令部に左遷された。しかし野望を諦めたわけではなく、今も機会を虎視眈々と狙っている。
マスタング同様に、普段は女性好きの怠け者。マスタングのことを気に入っており、彼を重用し、策謀の方法などを指南した。彼の中央司令部への栄転に際しては、孫娘を嫁にとも言っている。変装（女装）を得意としており、マスタングとの密会の際には老婆に化け、彼も初見では見抜けなかった。ブラッドレイによってマスタングがピンチに陥った際には、彼から協力を頼まれ、時がきたら東方司令部によるクーデターを起こすことを約束する。しかし、現在の国家の状況をよく把握しており、マスタングが統治に失敗した場合には、彼を悪人に仕立て自分が軍を掌握しようと考えている。
「約束の日」の直前、突如、東方軍と北方軍の合同演習を開催し、怪しんだブラッドレイを東方に誘き寄せる。その上で、自分たちが囮であるとハクロを通してわざと知らせ、中央に急いで戻ろうとするブラッドレイが乗った列車を谷底へと落とす。「約束の日」の後は、イシュヴァール復興のため東部へ赴任したマスタングに代わり大総統となる。
『パーフェクトガイドブック2』ではホークアイの母方の祖父と記述されているが、作中で関連した描写は無く、その他のガイドブックでも類似した記述は無い。
名前の由来はアメリカの航空機メーカー、グラマン社。
ハクロ
声 - 堀川仁 / 武虎
演 - 小日向文世
軍部の少将。東方司令部ニューオプティン支部勤務（登場時）。
かつて、家族旅行で乗り合わせた列車が東部過激派「青の団」に襲撃され、その時左耳を撃ち抜かれている。
マスタングの栄転後、彼の後任として東方司令部に転属。マスタングが若くして大佐の地位にいることが気に入らず、任務の際に文句を言うなど器の小さい性格。プライベートでは一転して、家族思いの良き父である。
上司のグラマンとは着任時から反りが合わず、きな臭いものを感じて東方軍と北方軍の合同演習の視察に訪れたブラッドレイに、グラマンは囮でマスタングの作戦の陽動だと密告する（しかしハクロに密告させること自体がグラマンの罠だった）。
作者が「酒屋のチラシ」で名前を決めた初期の登場人物の一人で、軍人キャラクターだが名前の由来が軍事関係でない。
レベッカ・カタリナ
声 - 進藤尚美
軍部の少尉。ホークアイの親友。「約束の日」の前段階では、グラマンの連絡役としてホークアイに「約束の日」の計画を伝える。初登場は『ブックインフィギュアRED』でのおまけ短編。
「約束の日」、ロスと共に補給物資を乗せた偽装装甲車に乗ってマスタングたちのもとへ駆けつけ、約束を果たす。
名前の由来はアメリカ海軍の飛行艇、PBYカタリナ。

### 西方司令部
ハイマンス・ブレダ
→鋼の錬金術師の主要な登場人物#ハイマンス・ブレダ

### 南方司令部
ケイン・フュリー
→鋼の錬金術師の主要な登場人物#ケイン・フュリー

### 北方司令部
マイルズ
声 - 中井和哉
演 - 平岡祐太
軍部の少佐。オリヴィエの側近。
イシュヴァール人の祖父を持つクォーターで、祖父の血が強く出ており、イシュヴァール人特有の身体的特徴を持っている（イシュヴァール殲滅戦に際して、軍内のイシュヴァール人も粛清されたが、マイルズは軍の定義から僅かに外れていたために軍に残ることができた）。イシュヴァール人という理由で同情されることを嫌い、普段は雪眼防止用サングラスをかけ赤色の瞳を隠している。祖母・父・妻もそれぞれアメストリス人以外の人種・民族でかなり混血が進んでおり、それゆえにオリヴィエから、多種多様な価値観を持っているとして重用されている。「自分の無知さが嫌だから」と真っ直ぐに何でも質問するエドの正直さに好感を抱いている様子である。
殲滅戦時からオリヴィエの補佐で、彼女に対しては全幅の信頼を寄せている。過去に自分の出自について彼女と対立した件があったが、そのときの正々堂々とした彼女の態度が、より彼女に対する忠誠心を増すことに繋がった。「傷の男」ほど激情的ではないが、同じような殲滅戦に対する恨みは抱いている。それでも彼がアメストリス軍に身を置くのは「アメストリスを内部から変えるため」であり、正反対の道を進む「傷の男」に「お前のような奴が居てくれて良かった」とも言われている。
「約束の日」に関しては陽動のため、北方軍を率いて東方司令部での東方軍との合同演習に参加し、グラマンと行動する。戦後は、イシュヴァール政策のためにマスタングの部下に転属する。さらに「傷の男」に声を掛け、共にイシュヴァールの復興を誓う。
名前の由来はイギリスの航空機メーカー、マイルズ・エアクラフト。
バッカニア
声 - 大友龍三郎
演 - 丸山智己
軍部の大尉。オリヴィエの側近。
ナマズヒゲとモヒカン・辮髪が特徴的な巨漢。寒冷地用の改造を施された戦闘用機械鎧「クロコダイル」「マッド・ベアG」などで武装している。ブリッグズへ向かうエルリック兄弟をドラクマの密偵と勘違いして襲いかかる。彼らが密偵ではないと分かった後も、立場上は上官になり、隠し事をしているエドワードを快く思っていなかったが、スロウスに関する騒動を経て彼らを認める。
「約束の日」に向けてブリッグズ兵を従えアームストロング邸の地下に潜む。マスタングたちが行動を起こすと、それに呼応して行動を起こす。イズミの協力で中央軍の作戦司令部を落とし、指揮官のクレミンを拘束。その後地下から湧き出る「不死の軍団」を抑えつつ、中央司令部奪還を目指す中央軍と戦う。帰還したブラッドレイには全く歯が立たず致命傷を負うものの、フーと共に捨て身の一撃でブラッドレイに致命傷を与える。そしてリン（グリード）に正門の死守を頼み、二人の承諾と部下から聞いた後、満足げに笑って息を引き取った。
名前の由来はブラックバーン社製のジェット艦上攻撃機、バッカニア。
ヴァトー・ファルマン
→鋼の錬金術師の主要な登場人物#ヴァトー・ファルマン
ヘンシェル
声 - 梁田清之
軍部の少尉。オリヴィエの部下。
仲間想いの男で、まだ仲間がいるのに、レイブンの命令で地下トンネルへの穴を埋めることになった際にはオリヴィエに抗議する。また、オリヴィエがレイブンを斬り殺した際には、ガッツポーズをした。
「約束の日」では、バッカニア、ファルマンと共に行動する。地上に姿を現したお父様を銃撃し、命を奪われかけていたエドワードを助ける。バッカニアに代わり命令を下していた。また、決戦後にホーエンハイムに列車代を貸した。
名前の由来はドイツの機械・車両メーカーのヘンシェル。
リアム・ローチ
声 - 古島清孝
マイルズと共にスカーの捜索に当たった若手の兵士。スカーらと合流した後は主にウィンリィの護衛にあたった。
ミック・マーレイ
声 - 小形満
マイルズと共にスカーの捜索に当たったベテランの兵士。スカーらと合流した後は主にウィンリィの護衛にあたった。
カーリー
声 - 堀川仁
通信兵。
ニール
声 - 奈良徹
バンダナを巻いた機械鎧技師。
女医（仮称）
声 - 早水リサ

ボビー
声 - 疋田高志
作業員。スロウスの接近にいち早く気づいた。
アイヴァン
声 - 園部啓一
エドたちを捜索した兵士。コーエン、ハリスと3人体制で捜索に当たったが、3人まとめてエドに倒された。

### 憲兵司令部
ヘンリ・ダグラス
声 - 加瀬康之
軍部の大佐。
ヒューズ殺害事件を担当し、ロスを拘束、尋問する。その後、ロスの脱走に関して射殺命令を出したが、マスタングが彼女を焼き殺したと知るとやりすぎだと非難する（元々、地方出身のマスタングを良く思っていない）。
その後、エルリック兄弟とリンたちによる「傷の男」とホムンクルスたちを誘き出す作戦の際には、マスタングが流した誤報に踊らされる。
名前の由来はアメリカの航空機メーカー、ダグラス・エアクラフト。

### 国家錬金術師
ショウ・タッカー
声 - 永井誠 / 同左
演 - 大泉洋
「綴命」の二つ名を持つ国家錬金術師。
2年前に人語を話す合成獣の錬成で国家錬金術師の資格を得て、巷では「合成獣の権威」と呼ばれている。イーストシティで一人娘のニーナと飼い犬・アレキサンダーと暮らしている。生体系錬金術の研究者として、エルリック兄弟にマスタングが紹介する。
妻は2年前に逃げたことになっていたが、実は先述した合成獣の材料にしていた。研究成果が出ないことで国家錬金術師の資格を失う焦りから、今度はニーナとアレキサンダーを使って第2の「人語を話す合成獣」を錬成する。それをエドワードに見破られるものの、悪びれる様子もなく、エドワードに殴られ続けながらも笑いながら兄弟が母親を人体錬成したことと同じだと指摘する。その後、軍に身柄を拘束され、自宅待機の命令を受けていたが、そこを「傷の男」に襲われ、ニーナとアレキサンダー共々殺される（自宅の門前に憲兵がいたが、彼らも「傷の男」に殺害されている）。この一件はエルリック兄弟にとって、自分たちの罪科と錬金術師の重責を再確認させる契機となった。
ホムンクルスたちからは、時系列的に後述のデビルズネストやキンブリーの合成獣部隊などすでに進んだ技術を持っていることもあって能力を全く評価されておらず、「雑魚」と一蹴されている。本人も自らの平凡さを自覚していた節があり、エドワードの才能に嫉妬するような言動が時折見受けられた。
なお単行本カバー裏の背表紙ではその巻で死亡した人物が天に召される様子が描かれているが、彼だけは地獄に堕ちている。
ティム・マルコー
→鋼の錬金術師の主要な登場人物#ティム・マルコー
ジョリオ・コマンチ
声 - 宮澤正
演 - 岩崎ひろし
「銀（しろがね）」の二つ名を持つ国家錬金術師。
背が低く、シルクハットに髭という風体の初老の男。好戦的な性格。イシュヴァール殲滅戦で左足を失い義足となっている。両手に錬成陣を書き込んでおり、様々な刃物を錬成する。襲撃してきた「傷の男」と互角に戦うも、義足を破壊されて川の中に落ち、その隙を突かれて殺された。
名前の由来はアメリカの試作武装偵察ヘリ、コマンチ。

### 軍の関係者
ジャン・ハボック
→鋼の錬金術師の主要な登場人物#ジャン・ハボック
ノックス
声 - 有本欽隆 / 手塚秀彰（ゲーム『MOBILE』）
演 - 杉本哲太
検死専門の鑑定医。
黒髪、メガネで強面の中年男性。イシュヴァール殲滅戦までは軍医だったが、イシュヴァール人を使った人体実験に荷担したことで良心の呵責に苦しみ、帰還後に悪夢や不眠症に悩まされる。その結果、妻（声 - 北西純子）と子（声 - 大原崇）と別れて独り暮らしとなり、軍医も辞めて検死医に転職した（現在も軍属かは不明）。
マスタングとは殲滅戦以来の戦友であり、共に人体実験に加担したことから「共犯者」とも呼ぶ。その関係から、ロスの焼死体が偽物と気付きつつも本物と鑑定する。その後も、医者としてマスタングに協力し、ランファンやメイの治療を行う。
医者であることを放棄していたが、ランファンらの治療を通して医者としての本分を取り戻していく。また、直後に妻子が訪ねており、息子が医師の道に進むなど、家族関係も少しずつだが修復しつつある。
最後の戦いの後マスタングの元を訪れ、彼にマルコーを引き合わせた。また、「子供が殺し合うのなんざ見たかねぇんだよ」の台詞が、ランファンの「もし帝位に就いたあかつきには、敵対する他家の者たちを害さないでほしい」というリンへの懇願に繋がった節がある。
『鋼の錬金術師 FULLMETAL ALCHEMIST』最終回では町医者に転職したことが判明した。
チャーリー / ファビオ / リチャード / アレッサンドラ / ロジャー / アルベルト / ディーノ / ダミアノ
声 - 西凜太朗（チャーリー）、庄司将之（ダミアノ）、他
元マスタング隊の隊員たち。「約束の日」に向けて再び結集し、マスタングに協力する。

## ホムンクルスの関係者
キンブリー
→鋼の錬金術師の主要な登場人物#ゾルフ・J・キンブリー
金歯医者（仮称）
声 - 石原凡
本名不明。「金歯医師」はアニメでのクレジット表記。キャラクターガイドでは「錬金術が使える医者」と表記。
メガネを掛けた老人で、前歯の1本が金歯であることと極端な斜視が特徴。錬金術師で、レイヴンによれば生体系が得意分野。ホムンクルスの協力者で「ブラッドレイ」の作成に関わる。人間の協力者であるが、他の協力者たちよりは「お父様」に近く、また軍上層部などの他の協力者たちを見下している。
自称「キング・ブラッドレイを作った男」で、自我の無いブラッドレイになれなかった大総統候補者たちを使役し、またブラッドレイにすら尊大な言動をとる。候補者たちには父親のような言動をとりつつ、自らの弾除けの盾にしたり、錬金術の代価にするなど体の良い駒として扱い、それを非難されると「存在意義を与えてやった」「私に感謝しているだろう」などと居直る。
「約束の日」、セントラル地下、「お父様」がいる場所の真上にあたる場所（国土錬成陣の中心でもある）で待機する。エドワードやマスタングらがやってくると大総統候補たちを使って迎え撃ち、まず計画の第一段階とする錬成陣を発動させて「人柱」をお父様の元へと送る。さらに人柱候補のマスタングに「真理の扉」を開かせるため、ホークアイに致命傷を負わせて人質にとり、人体錬成するよう命令する。しかし、マスタングに拒否された挙句に、地下に侵入したメイやジェルソの不意討ちを受け一転してピンチに陥る。プライドとブラッドレイが合流し状況が一変するが、人体錬成の構築式を持っているがためにプライドに半分取り込まれ、マスタングに強制的に扉を開けさせる媒介とされてしまう。その後、リバウンドによって醜い肉塊となり死亡する。

### 第五研究所
スライサー / ナンバー48
声 - 大滝進矢（兄）、坂口候一（弟） / 松本大（兄）、野島健児（弟）
元第五研究所の番人で元死刑囚。アルフォンス同様に鎧に魂が定着されている。
日本刀に似た刀を武器に使い、エドワードを圧倒する鋭い太刀筋の持ち主。元々、兄弟で盗みや殺人を行っていた二人一組の犯罪者で、逮捕され表向きは死刑にされる。実際にはホムンクルスたちによって、兄は鎧の頭部に、弟は胴部に魂を定着させられ鎧の体となり、元第五研究所の番人となる。
第五研究所に侵入してきたエドワードと対決する。二人一組ということを利用して不意打ちを食らわせダメージを与えるも、結果的にはエドワードに負け行動不能にされる。その後、兄は自分たちを人間扱いしてくれるエドワードに感謝して、ホムンクルスたちのことを話そうとするが、その間際にラストとエンヴィーに始末され、弟もすぐに殺される。
4巻のオマケ漫画では、兄がネコ派、弟がイヌ派という描写があり、兄弟喧嘩に発展するが、兄は動けないため極めて一方的な状態となっている。
バリー・ザ・チョッパー / ナンバー66
声 - 伊藤健太郎（女装姿 - 石津彩） / 梅津秀行（生前の姿 - 浜田賢二）
元第五研究所の番人で元死刑囚。アルフォンス同様に鎧に魂が定着されている。
肉切り包丁を武器に用い、人間を切り刻むことに快感を覚える殺人鬼。元々、セントラルで23人を殺し死刑判決を受けた肉屋の主人。スライサー同様に、ホムンクルスたちによって死刑を免れる代わりに魂を鎧に定着され、元第五研究所の番人となる。
鎧の体になった後も快楽殺人鬼としての嗜好を失っておらず、むしろ『方法序説』の命題「我思う、ゆえに我あり」をもじった持論（「我殺す、ゆえに我あり」）を展開する。しかし、ホークアイを慕い始めてから性格が丸くなり、なるべく相手を殺さないように努める。なお、最初に殺したのは妻でラストに似ていたらしく、彼曰く「俺には勿体ないくらい良い女だった」と語っている。
元第五研究所でアルと戦い、あっさり負けるも、鎧の体についての疑念を話し、エドに対する不信感を煽る。研究所崩壊後は、ホムンクルスたちの下を出奔し、気の向くまま殺人をしようとするも、狙ったホークアイの強さに惚れ込み「姐さん」と慕ってマスタングの協力者となる。その後、ロスの脱獄やホムンクルスの誘い出しを行うが、第三研究所地下でラストに破壊され、むき出しになった血印を自分の魂の解放を望む肉体に壊されるという無惨な最期を遂げる。
彼の死体（鎧）はそのまま放置されており、第93話で第三研究所地下が再び舞台となった際には、武器の包丁をダリウスに使われている。
作者の荒川お気に入りのキャラクターで、当初の予定ではスライサーと同じく第五研究所の戦いで死ぬ予定であった。しかし、直感で生き延びさせたところ、第三研究所の戦いに上手く絡んだと述べている。このように殺す予定だったキャラクターを勘で生きのびさせたのはバリーが初めてだったという。彼の鎧の製作者はアルフォンスの鎧製作者と同じという設定があり、鎧の名前は「スカルヘッド」。

### デビルズネスト
初代グリードの部下たち。軍の研究によって人と何らかの動物の合成獣となっており、掛け合わされた動物の素養を持つ。
ドルチェット
声 - 松本保典 / 勝杏里
元軍人。犬型合成獣。犬のように鼻が利き、足が素早く、楽観的な性格で忠誠心に篤い。武器は刀を用いる。それなりに腕は立つが、戦った相手がエルリック兄弟やイズミということで作中では負けが多い。
デビルズネスト殲滅戦でブラッドレイに殺される。
ロア
声 - うえだゆうじ / 稲田徹
元軍人。牛型合成獣。大柄で寡黙な男。剛力の持ち主で、グリードが自らが不死身であることを示そうとした際には、得物のハンマーを用いてグリードの頭を一撃の下に粉砕している。また、後に登場する合成獣部隊ほどではないが、姿を変えることもでき、アームストロング少佐と純粋な力で対等に渡り合う。かつてはイシュヴァール殲滅戦にも参加していた。
デビルズネスト殲滅戦でブラッドレイに殺される。
マーテル
声 - 笠原留美 / 本田貴子
元軍人。蛇型合成獣。初代グリードの部下の中では唯一の女性。関節を無視して蛇のように柔軟な身体を持つ。その能力でアルフォンスの鎧の中に入り込み、中から彼の操作と監視を行う。
デビルズネスト殲滅戦で鎧の中に入ったままブラッドレイに殺される。その際に、彼女の血液がアルフォンスの血印に触れ、彼が「真理」での記憶を取り戻すきっかけとなる。
ビドー
声 - 大川透 / うえだゆうじ
トカゲ型合成獣。トカゲのように垂直な壁を登ることができ、また普段の姿でも尻尾が生えている。魂の錬成を確認するためにエルリック兄弟を挑発して、それをグリードに報告する。
デビルズネスト殲滅戦では外出していたため、初代グリードの部下の中では唯一生き残る。その後、イズミの行方を尋ねてダブリスに現れた軍人の跡をつけ、中央にあるホムンクルスの地下拠点に迷い込む。そこで2代目グリードと出会い、その言動からグリード本人と分かって再会を喜ぶも、前の記憶が無い2代目グリードに躊躇無く殺される。しかし、このことによって2代目グリードは、初代グリードの記憶を一部思い出し、再度ホムンクルスたちを裏切ることに繋がる。
ウルチ
ワニ型合成獣。強力な歯と顎を持つ。女好きで、イズミに鼻の下を伸ばして襲い掛かるが、シグに殴り倒される。デビルズネスト殲滅戦で射殺される。

### キンブリーの元部下
キンブリーの部下としてブリッグズに派遣された軍人。人と何らかの動物の合成獣で、普段は人の形を取り、戦闘に際して掛け合わされた動物に沿った姿となって、強化された身体能力や特殊な攻撃で戦う。平常時でも野性の勘を危険の察知や行動の指針に役立てることが多々ある。また、合成獣にされた時点で表向きには死んだことにされている。ガイドブックでは「合成獣部隊」とも表記されている。後にそれぞれの形でエドワードたちに協力し、「約束の日」を戦う。
ハインケル
声 - 辻親八
獅子型合成獣。眼鏡とヒゲが特徴的な短髪の紳士然とした強面の男。性格は思慮深い。変身すると頭部がライオンそのものになり、俊敏な動きと鋭い爪牙が武器になる。また、嗅覚や視覚も鋭く、獅子が夜行性動物なため、夜目も効く。
バズクールでダリウスと共にエドワードと交戦し嗅覚を活かして雪煙の中で有利に戦うが、そこをエドワードに逆手に取られて炭鉱に置いてあるダイナマイトをアンモニアに分解され、鋭すぎる嗅覚が仇となり戦闘不能になった。キンブリーの部下のことを顧みない爆破によりダリウス共々崩落した瓦礫の下敷きになってしまうが、腹に刺さった鉄骨を抜く人手を欲したエドワードに助けられ、以降は自分たちを捨て駒にしたキンブリーを見限って命の恩人であるエドワードと行動を共にする。その後、エドワードがグリードの手下になることを承諾した際、ついででダリウスと共にグリードの下に付き、ジェルソ、ザンパノと合流した時点で「少なくともあいつらは俺らを見捨てるようなことはしない」と言える程度に仲間意識を持っている。エドワードを担いで炭鉱を脱出する際、毛が邪魔だと言うエドワードに対して「かっこいいだろ百獣の王だぜ」と言うなど合成獣であることは気に入っており、ダリウスと同様に元の体に戻らなくてもいいと考えている。
「約束の日」前の数か月はお尋ね者になったためロックベル家で潜伏生活を送る。「約束の日」前日、暗闇の中で夜目を活かしてプライドの容れ物であるセリムを攻め立てるが仕留めきれず、逆に手痛い反撃を受け戦線離脱することになった。「約束の日」、監禁されたプライドが発する軍用の通信符号に気付くが時既に遅く、救援に来たキンブリーの奇襲を受け深手を負ってしまう。アルフォンスに自分を見捨てて逃げるよう言うが拒否され、その姿に炭鉱でのエドワードの姿と共に「賢者の石」（キンブリーが使っていた2つのうちの1つ）を拾っていたことを思い出してアルフォンスに託す。危機的状況を打開するためとはいえ「賢者の石」を使うことを躊躇うアルフォンスに、石の材料とされた者たちから汲み取った想いを伝え、背中を後押しした。その戦いの中でアルフォンスの作戦により「賢者の石」を受け取ったマルコーのおかげで回復し、キンブリーに致命傷を負わせる活躍を見せた。
「約束の日」後はヨキ、ダリウスと共にサーカスを始めたようである。
名前の由来はドイツの航空機メーカー、「ハインケル」。
ダリウス
声 - 天田益男
類人猿型合成獣。もみ上げが濃い大柄・強面の男。性格は大雑把。元々ゴリラのような顔の人間のため、変身しても変化が少ない（アニメ版では肌の色が変わるという描写がある）。戦闘では怪力を発揮して格闘や岩石投げを行う。
上記のハインケルと同様にキンブリーを見限って、命の恩人であるエドワードと行動を共にし、後にグリードの下に付く。合成獣の体は色々と便利だからと気に入っており、ハインケルと同様に元の体に戻らなくてもいいと考えている。ゴリラとの合成獣で顔もそれっぽいためか名前と混同され易く、エドワードからは「ゴリさん」と呼ばれる。車の運転では、エドワードの「角を曲がって即反転」という無茶な要求にガス灯に車を当てて対応。大人で元軍人という立場から、熱くなりやすいエドワードの抑え役としてアルフォンス不在の間、彼の代役のような立ち位置にもなった。
「約束の日」前の数か月はお尋ね者になったためロックベル家で潜伏生活を送る。「約束の日」、仲間と共にセントラル地下へと侵入し人形兵や大総統候補者たちと交戦、「お父様」との最後の戦いにも加わった。
「約束の日」後、ヨキ、ハインケルと共にサーカスを始めたようである。
ジェルソ
声 - 志村知幸
ガマガエル型合成獣。色黒で太った強面の男。変身するとさらに丸々とした姿になるが、カエルの能力を有しているため身のこなしは軽く、人一人を空中でぶら下げられるほどの粘度がある唾液を吐き出し、相手の動きを封じる能力を持つ。体内で生成しているためか、量には限度がある。肉厚なので防御力も高い。
バズクールでザンパノと共に「傷の男」と交戦し、予め攻撃手段や行動パターンを知らされていたため有利に戦うが、キンブリーの監視から逃れたいエルリック兄弟によって無力化させられ拘束されてしまう。ブリッグス兵に始末されそうになった際、「合成獣の体では真っ当な人生を送れない」と死を受け入れようとするが、アルフォンスに「元の体に戻って家族に会いたい」という願望を煽られ希望を取り戻す。そして、ホムンクルスたちの計画により国に危機が迫っていることを聞かされると、家族を守るためにエルリック兄弟に協力して「傷の男」たちと共に行動するようになる。
「約束の日」前の数か月間、リオールの復興を手伝う日々の中で大分痩せた。「約束の日」、仲間と共にセントラル地下へと侵入し人形兵と交戦、大総統候補者たちに指示を出していた金歯医者を唾液で吊るし上げてホークアイの窮地を救うなどの活躍を見せる。しかし、帰還したプライドの不意打ちで深手を負い戦線離脱、「お父様」との最後の戦いには加われなかった。
「約束の日」後は、元の体に戻る方法を求めて、ザンパノと共にアルフォンスのボディガードとしてシンへ向かう。
『鋼の錬金術師 FULLMETAL ALCHEMIST』では妻と娘がいることが明かされた。ザンパノによれば、家では女房に尻に敷かれているらしく、恐妻家な一面が窺い知れる。
ザンパノ
声 - 疋田高志
イノシシとヤマアラシの合成獣。丸い眼鏡をかけた長身・強面の男。変身すると、背中から多数の針を飛ばすことができるが、ジェルソの唾液と同じく針の生成には限度がある。
上記のジェルソと同様にホムンクルスたちを裏切り、エルリック兄弟に協力して「傷の男」たちと共に行動するようになる。
雪道を歩く際にメイを背中に乗せてやるなど、割と面倒見がいいところがある。「約束の日」前の数か月間はリオールの復興を手伝う。「約束の日」、仲間と共にセントラル地下へと侵入し人形兵や大総統候補者たちと交戦、「お父様」との最後の戦いにも加わった。
「約束の日」後は、元の体に戻る方法を求めて、ジェルソと共にアルフォンスのボディガードとしてシンへ向かう。
『鋼の錬金術師 FULLMETAL ALCHEMIST』では息子がいることが明かされた。ジェルソによれば、酒癖の悪さから息子に愛想を尽かされているらしい。

## アメストリス国

### リオール
ロゼ
声 - 桑島法子 / 雪野五月
リオールに住む少女。レト教の信者。ロングヘアの明るい美少女。身寄りがおらず、一年前に最愛の恋人（声 - 真殿光昭〈2003年版〉）を亡くし、落胆していたところをレト教と出会う。コーネロにレト教なら恋人を復活させることもできると言われ熱心な信者となり、自分を取り戻していた。
エルリック兄弟によってコーネロの悪事が暴かれ、恋人も戻らなかったことで自暴自棄に陥りかけるが、エドワードに諭される。その後、起こったリオールの暴動にもめげず、暴動後はボランティアをして街の復興を手助けし、街のアイドル的な存在となっている。終盤、再度リオールを訪れたアルフォンスと再会を喜ぶ一方でエドワードがいないことを残念がり、その様子はウィンリィに複雑な思いを抱かせることに。その後、ウィンリィの世話をする中で「私を立ち上がらせてくれたエドが立ち上がるための足を作った人」だと知り、恩人の恩人であるウィンリィに心から感謝した。
コーネロ
声 - 有本欽隆 / 加藤精三 / 非公表（ゲーム『MOBILE』）
演 - 石丸謙二郎
レト教の教主。リオールにレト教を興し、自身を太陽神レトの代理人と名乗る。目的はリオールを乗っ取り自身の理想の国に創り変えること。本人は未熟な錬金術師だが、ラストたちから与えられた不完全な賢者の石を用いて、「奇跡の業」と称する錬金術を行いリオールの住民たちや信者を騙していた。
賢者の石の調査のためリオールにやってきたエルリック兄弟を襲うが、不完全だった賢者の石の暴走で動揺してしまい、逆に倒され全てを信者たちにバラされる。そして兄弟が去った直後に、ラストに用済みとして殺され、遺体はグラトニーに喰われた。その後は、エンヴィーが彼に成りすましてリオールの内乱を煽り、「血の紋」を刻ませる。
『鋼の錬金術師 FULLMETAL ALCHEMIST』では不完全な賢者の石で巨大な怪物に変身し、エドと交戦の末、敗北後は元の姿に戻った。
クレイ
声 - 高瀬右光 / 江川央生
レト教の宣教者。コーネロの側近。エルリック兄弟がレト教を調査し始めた際、コーネロの命を受けて兄弟を襲うが呆気なく殴り倒される。後にリオールの暴動が起きると、エンヴィーがコーネロに化けていることを知ったため、グラトニーに食い殺される。

### ユースウェル
ヨキ
→鋼の錬金術師の主要な登場人物#ヨキ
ホーリング
声 - 中田譲治（2003年版・ゲーム『MOBILE』） / 不明
ユースウェル炭鉱の現場責任者。家は酒屋を兼ねた宿屋も経営している。
炭鉱労働者らしく大柄な体格の男。重税に苦しんでいることから自身も貧乏だが、店にツケが貯まっても苦い顔をせず、全く金のない人間に金銭を援助するなど、大らかな人物（観光客から、大金をせしめようとはしたが）。一時期、貧民街である自分の街を富ませるために錬金術を学んでいたことがあり、「錬金術は大衆のために」という考えが強い。合わせて軍人であるヨキが圧政を敷いたため、「軍の狗」である国家錬金術師を毛嫌いする。
ユースウェルにやってきたエルリック兄弟、特に国家錬金術師であったエドワードに上述の理由から冷たい態度をとる。しかし、エドワードがヨキの圧政を見かねて、炭鉱の権利書を奪って失脚させると考えを一部改める。
カヤル・ホーリング
声 - 川上とも子 / 不明
ホーリングの息子。無鉄砲な性格。ヨキの顔に雑巾を投げつけたことで彼の部下に斬られそうになったところをエドワードに助けられる。後に、東の大砂漠を越えてきたメイがユースウェルで行き倒れているのを発見し、父の弁当を与えて助ける。その際にエドワードのことをメイに話したことが、彼女にエドワードに対する誤解を抱かせる原因となる。

### イーストシティ
ショウ・タッカー
→#国家錬金術師
ニーナ・タッカー
声 - こおろぎさとみ / 諸星すみれ
演 - 横山芽生
ショウ・タッカーの娘。
父親想いの元気な女の子。エルリック兄弟がタッカーの世話になっていた間、兄弟と親しくなる。しかし、一度査定に失敗して焦ったタッカーによってアレキサンダーと一緒に合成獣にされてしまう。アルフォンスは「僕たちの今の技術では君を元に戻してあげられない」と詫び続けた。
エルリック兄弟によってタッカーの悪事が明らかとなった後、タッカーを殺害しにやってきた「傷の男」によって自宅待機の命令を受けていたタッカー共々殺害される。この時「傷の男」は、タッカーに対しては「神の道に背きし錬金術師、滅ぶべし」と怒りを込めて殺害したのに対し、彼女に対しては「この姿になってしまっては元に戻る方法はない。せめて安らかに逝くがよい」と、憐れむ発言をした上で殺害しており、その後「ふたつの魂があなたの元へ帰りました。その広き懐に彼らを迎え入れ哀れな魂に安息と救いを与えたまえ」と神に祈りを捧げている。
彼女の死はエルリック兄弟のトラウマとなると同時に、自分たちの方向性を問い直すきっかけとなり、その後も救えなかった少女としてしばしば言及される。最終回でもエドワードやアルフォンスの台詞の中に登場し、作者の荒川は「人間の罪を提示したかった」とし、「何年かけても、命の問題は解決しない」と述べている。
アレキサンダー
タッカー家の飼い犬。
タッカー家を訪問するエドワードに必ずじゃれてくる白い大型犬。国家錬金術師の査定に焦ったタッカーによってニーナと一緒に合成獣にされてしまう。その後は上記のとおりである。

### リゼンブール
トリシャ・エルリック
声 - 鷹森淑乃 / 同左（少女時代 - 三ツ木勇気）
演 - 平田薫（第1作） / 仲間由紀恵（最後の錬成）
エルリック兄弟の母親。故人。1878年生まれ。
穏やかな性格の優しい女性。夫であるホーエンハイムの旅立ち後、女手一つでエドワードたちを育てるも、1904年（エドワードが5歳の時）に流行病で亡くなる。彼女の死がきっかけでエルリック兄弟は錬金術にのめり込み、後の人体錬成へと至った。
ホーエンハイムとは1894年ごろにピナコの紹介で出会う。ホーエンハイムとは一緒に老いて死ぬという約束を交わしていた。彼が旅に出ている間に先立つことになったため、ピナコに約束を守れなかったことを謝る夫への遺言を残した。
ピナコ・ロックベル
声 - 麻生美代子（若いころ - 豊口めぐみ） / 同左（若いころ - 小山茉美） / 非公表（ゲーム『MOBILE』）
演 - 風吹ジュン
外科医兼機械鎧技師。ウィンリィの父方の祖母。
背の低く丸メガネの老婆。幼いころに両親を亡くしたウィンリィを独りで育てあげ、同時に機械鎧技師の師匠でもある。キセルを愛用している闊達な人物で、エドワードと同様に「小さい」などと呼ばれると怒り出す。孫娘のウィンリィだけではなく、両親を失ったエルリック兄弟の保護者でもあり、ウィンリィと同じくらいに兄弟のことを気にかけている。
若いころ（40年ほど前）は「リゼンブールの女豹」と呼ばれ、ドミニクが未だに恐れるほどに鉄火肌の女性であった。スタイルも抜群で、縮んでいる現在の姿とは似ても似つかない。
ホーエンハイムとは古い飲み友達であり、年を取らない彼に全く動じることなく接するために感謝されている。トリシャとの出会いも彼女が仲介し、エドワードやアルフォンスの出産も助産師として立ち会った。
ユーリ・ロックベル / サラ・ロックベル
声 - 室園丈裕（ユーリ）、山口由里子（サラ）/ てらそままさき（ユーリ）、天野由梨（サラ）
演 - 藤木直人（ユーリ）、奥貫薫（サラ）
ウィンリィの両親で、ピナコの息子夫婦。
外科専門の医者夫婦で、娘をピナコに預け、内乱中のイシュヴァールへと向かう。殲滅戦の最中も、本国からの撤退勧告を拒んで負傷したイシュヴァール人たちのために治療を続けたが、自分に移植されている兄の右腕を見たことによる混乱と、アメストリス人への憎悪から錯乱した「傷の男」に2人とも殺害された。最後まで医師としてイシュヴァール人を助け続けたその行動は、内乱に関わったアメストリス軍人内でも有名で、生き残ったイシュヴァール人の中でも二人に助けられた者は少なくない。
デン
ロックベル家の雌の飼い犬。
1905年にエドたちを庇って交通事故に遭い、失った左前足を機械鎧で補っている。動物ゆえに「賢者の石」には敏感で、ホーエンハイムやグリードに対しては敵意をむき出しにする。

### セントラルシティ
グレイシア・ヒューズ
声 - 三石琴乃 / 半場友恵
演 - 原田夏希
マース・ヒューズの妻。料理上手な良妻賢母。ヒューズの死の真相を知らされた際は悲しみつつも、夫を巻き込んで後悔しているエルリック兄弟に、前に進むよう発言する。
エリシア・ヒューズ
声 - 吉田真弓 / 福圓美里
ヒューズ夫妻の娘。明るく物怖じしない幼女。物語序盤に3歳の誕生日を迎え、盛大な誕生会が開かれた。同年齢の男の子たちとも仲が良く、ヒューズに嫉妬心を抱かせる。ウィンリィを姉のように慕う。
オマケの4コマにもしばしば登場する。その際には腹黒く描かれることが多い。
ブラッドレイ夫人
声 - 向殿あさみ / さとうあい
演 - 堀内敬子
本名不明。キング・ブラッドレイの妻。お喋りが好きな、ごく普通の心優しい女性。夫ブラッドレイのことを唐変木と言うが、常に身を案じており、早く引退して後進に道を譲ることを望んでいる。夫や息子のセリムがホムンクルスであることは全く知らず、ホムンクルスの企みも全く知らない。ブラッドレイからは深く愛されており、セリムも理解できないとしつつ、自分に深い愛情を注ぐ彼女を心の底では慕っていた。
「約束の日」、マスタングたちによって、表向きは保護という形で拘束される。その後、クレミンの命令で命を狙われたこともあって、マスタングたちを信じ彼らに協力する。ブラッドレイの正体については知らされず、ただ不穏分子のテロによって行方不明になったとだけ知らされ、衝撃を受ける。ラジオ放送では、自分が命を狙われたことを話し、セントラル市民に一定の影響力を与える。
「約束の日」の後は全てを知らされる。エドワードとの戦いで手の平サイズの胎児のような姿になってしまったセリムを引き取り、グラマンの牽制を受けつつも立派な人間に育てることを誓う。
オマケ4コマでブラッドレイとの馴れ初めが描かれ、「最強の眼」でも見切れなかったビンタがブラッドレイに結婚を決めさせたという。
セリム・ブラッドレイ
声 - 津村まこと / 三瓶由布子
演 - 寺田心
ブラッドレイ夫妻の養子。正体はホムンクルス・プライド。
→鋼の錬金術師の主要な登場人物#プライド
マダム・クリスマス
声 - 松岡洋子
セントラル市内で幾人ものホステスを抱えるバーのママ兼オーナー。マスタングの養母。
セントラルでバーを経営している中年の女性で、職業柄、様々な情報にも通じている。店の常連であるマスタングとは懇意の仲で、グラマンとも面識がある。彼女に限らず、店に所属する若いホステスたちも各種情報源に通じており、マスタングにとって有力な情報源となっている。
本名は「クリス・マスタング」。実はマスタングの養母であり、彼の父方の叔母である。マスタングの依頼で、セリムの出自を調べあげたために軍部に捕捉され、「約束の日」の直前に店を爆破して行方をくらます。その際、店の女の子たちは予め国外へ避難させていた。
ヴァネッサ
声 - うえだ星子
マダム・クリスマスのバーで働くホステス。
花屋のおばちゃん（仮称）
声 - 佐藤智恵
本名不明。表記名はキャラクターガイドより。
セントラルの街路で花屋の屋台をやっている中年の女性。その正体はアームストロング家に仕える情報屋で、作中では主にマスタングに対する情報の仲介役を担っている。その前髪は普段はバンダナで隠しているが、アームストロング家の面々と同様に先がカールしている。

### アームストロング家
この節では便宜上、ファーストネームを用いる。アレックス・ルイ・アームストロングとオリヴィエ・ミラ・アームストロングについてはそれぞれ鋼の錬金術師の主要な登場人物#アレックス・ルイ・アームストロング、鋼の錬金術師の主要な登場人物#オリヴィエ・ミラ・アームストロングを参照。
フィリップ・ガルガントス・アームストロング
声 - 内海賢二 / 同左
オリヴィエ、アレックスらの父親。退役軍人（最終階級は不明だが元将官）。背は低いが、恰幅が良い人物。立派な髭が特徴。初対面の相手にはアームストロング家の自慢話ばかりをする。キャスリンのお見合いに来たハボックのことを気に入る。
本来はアレックスを跡継ぎにしたかったらしいが、「約束の日」を前にオリヴィエに隠居を強制される。その際にオリヴィエの意図を察したらしく、2人に決闘をさせて家督をオリヴィエに譲る。そして夫人とキャスリンを連れて、バカンスという形でシン国へ避難する。
アームストロング夫人（仮称）
声 - 朴璐美 / 同左
オリヴィエ、アレックスらの母親。容姿はそれなりに美しい初老の婦人だが、アレックスと同じくらい背が高く、高貴な一面をのぞかせている。
キャスリン・エル・アームストロング
声 - 釘宮理恵 / 同左
アレックスの妹（アームストロング家五兄弟の末妹）。両親や姉兄たちとは突然変異を疑われるほどに外見も性格も全く似つかない内気な性格の美少女。一方で、趣味は「ピアノを持ち上げること」というほどの怪力を発揮でき、アームストロング家の出身らしい一面もある。『鋼の錬金術師 FULLMETAL ALCHEMIST』ではアームストロング邸に忍び込んで部屋に入ってきたヨキに驚き、悲鳴を上げながらピアノを投げつけて撃退した。
中央に転任したハボックとお見合いをするが、好みのタイプは兄（アレックス）のような人物だとして、ハボックの求愛を断る。そしてキャスリンに一目惚れしていたハボックはかなりショックを受け、一週間寝込むこととなった。
アム江 / ストロング子
第17巻の裏表紙のネタで描かれたアレックスの姉たち。アム江が次女でストロング子が三女。2人とも女装したアレックスというような姿のいかつい女性。
あくまでオマケのネタで本編には登場しないが、『鋼の錬金術師 FULLMETAL ALCHEMIST』ではアームストロング邸にヨキが忍び込み、彼女らと出くわすという形で登場する。また、『キャラクターガイドブック』での解説によれば既に結婚しており相手先に嫁いでいる。

### ラッシュバレー
パニーニャ
声 - 氷上恭子 / 岡村明美
黒い肌で黒髪を後ろで縛っている身軽な少女。ラッシュバレーで有名なスリ師。幼いころ、列車事故で両足を失い絶望していたが、たまたま通りかかったドミニクに拾われる。そして両足に彼が作った機械鎧を装着させられ、生きる活力を与えられる。両足の機械鎧はエルリック兄弟2人を相手に翻弄するほど高性能で、さらに左足に1.5インチカルバリン砲、右足に仕込みナイフが仕込まれている。
ドミニクに少しでも恩を返すため、スリで稼いだお金を渡そうとするが毎回拒否されていた。それをウィンリィに諭されて改心した後は、身軽さを生かした正業に就き、ドミニクにお金を受け取ってもらえるようになる。
ドミニク・レコルト
声 - 郷里大輔 / 飯塚昭三 / 非公表 (ゲーム『MOBILE』)
機械鎧技師。
頑固一徹な職人肌の初老の男。機械鎧技師として一流の腕を持つ。ラッシュバレーから離れた岩山に息子夫婦たちと暮らしている。かつて、まだ幼かったパニーニャに自身が製作した機械鎧を取り付ける。孫が誕生してからは本来の性格が一転して好々爺となっている。
若いころ、ピナコにバイクで跳ね飛ばされたことがあり、それ以来彼女を「リゼンブールの女豹」と呼び、狼狽するほど恐れている。元々弟子は取らない主義だったが、そのこともあって余計にウィンリィの弟子入り志願を拒否する。その代わりにガーフィールを紹介した。
リドル・レコルト / サテラ・レコルト
声 - 川島得愛（リドル）、紗ゆり（サテラ）
ドミニクの息子夫婦。リドルは機械鎧技師。妻・サテラはエルリック兄弟とウィンリィの滞在中に産気づき、ウィンリィが赤ちゃんを取り上げた。
ガーフィール
声 - 三宅健太
機械鎧技師。ウィンリィの師匠となる。
化粧をした筋骨隆々のオカマ。見た目に反して機械鎧はドミニクが認めるほどの腕前を持つ。ラッシュバレーで店を経営しており、ドミニクの紹介を受けてウィンリィを弟子にとる。
機械鎧の師として以外にも、オカマとしてウィンリィに恋愛のアドバイスを行ったり、悪人も多いラッシュバレーにおいてボディガードのような役割も兼ねている。
オマケ4コマではオチに使われることが多い。
テツ
声 - 小平有希
足に機械鎧を付けている少年。

### ダブリス
イズミ・カーティス
→鋼の錬金術師の主要な登場人物#イズミ・カーティス
シグ・カーティス
声 - 佐々木誠二 / 同左
演 - 阿見201
イズミの夫。ダブリスで「カーティス精肉店」を営む。37歳。
髭面にいかつい顔の男性で、腹こそ出ているがアームストロング少佐に劣らない筋肉を持つ。その筋肉でアームストロング少佐とは友情が生まれた。寡黙な人物でもあり、外見と合わせて恐ろしい雰囲気を持つが、性格は温厚で子供たちに怖がられていることを気にしている。妻のイズミを深く愛しており、彼女と同様に惚気ることもよくある。
「約束の日」にはイズミと共にセントラルに赴き、アームストロング姉弟を助けて共にスロウスを倒す。
メイスン
声 - 園部啓一 / 阪口周平
カーティス精肉店の店員。
シグほどではないが筋肉質な青年。性格は陽気でおしゃべり。カーティス夫妻は旅行で店を空けることが多いため、よく1人で店を切り盛りしている。
体術の実力は高く、エルリック兄弟のヨック島での修行の際には、見張り役を兼ねて島に滞在する。そこでは怪しい面をつけて素性を隠し、修行の一環としてエルリック兄弟をほどほどに襲った。
昔ヤンチャをしていた時、カーティス夫妻と（一方的に）拳で語り合ったことが縁だという。

### ハンベルガング家
外伝「盲目の錬金術師」の登場人物。なお「盲目」はあくまでタイトルであってジュドウの二つ名ではない。
ジュドウ・ハンベルガング
声 - 速水奨
ハンベルガング家に仕える錬金術師。顔に火傷のような痕が残っている盲目の男性。
実力は国家錬金術師に匹敵すると言われる。先代のころから仕え、現在では屋敷の者たちから家族と等しい扱いを受けている。かつて、息女・ロザリーを亡くして悲嘆に暮れる夫人を見るに耐えかねて、ロザリーの人体錬成を行う。その際に、リバウンドで両目を無くし、盲目となる。人体錬成は失敗であったが、彼に負い目を感じさせたくないという理由で、他の使用人含めてハンベルガング家一同で人体錬成は成功したと思わせている。
なお、人体錬成の際に自身も真理を見たのかは言及されておらず、エドやイズミのように手合わせ錬成ができるかは不明。
ホムンクルスたちに『人柱』として目をつけられている様子もない。
ロザリー・ハンベルガング / エミ
声 - 遠藤綾
ハンベルガング家の一人娘。
ジュドウによる人体錬成の後、本物のロザリーの代わりとして孤児院からハンベルガング夫婦に引き取られる。本当の名は「エミ」。これとは別にジュドウの人体錬成によって錬成されたロザリーに似た生きたミイラのようなものも存在する。孤児院にいたころは暗い片隅で木の棒だけを玩具にして過ごしてきたため、本人は温かいご飯と綺麗な服と優しい家族が約束される現在の生活を天国であるとしている。また、人体錬成によって錬成されたロザリーの世話をし続けてきたためすっかり見慣れない物に慣れており、空っぽの鎧のアルフォンスを見た時も最初は少し驚いたがそれ以上は動じなかった。

## シン国
リン・ヤオ、ランファン、フー、メイ・チャン、シャオメイについては鋼の錬金術師の主要な登場人物#シン国の人物を参照。
皇帝
少数民族を50抱える多民族国家・シン国の皇帝。
皇子24人、皇女19人の父親。現在は病床に伏せっている。メイは彼が暴君であることを匂わせる発言をしている。作中には登場しない。リンの帰国後すぐに崩御するが、リンの勇気や逞しさを気に入り存命中に位を譲った。
ミスター・ハン
中華服に丸グラサン、中華帽に長い山羊髭の人物。自称、出入国コーディネーター（要は密入国を手引きする人物）。リンたちがアメストリスに入国する際に協力し、ロスの亡命の手引きも行った。

## イシュヴァール人
傷の男（スカー）
→鋼の錬金術師の主要な登場人物#傷の男（スカー）
師父（仮称）
声 - 藤本譲 / 同左 / 非公表（ゲーム『MOBILE』）
演 - 麿赤兒
本名不明。「傷の男」の師父でイシュヴァール人。殲滅戦後は多くのイシュヴァール人難民同様にアエルゴに亡命を求めるものの拒絶され、南方の山間部へ逃れる。その後、東方のスラム街で弟子である「傷の男」と出会い、復讐の無意味さを説くが無駄に終わってしまう。
「約束の日」を前に、これを防止したい「傷の男」やマルコーと共にイシュヴァール人の生き残りたちを集め、「約束の日」に臨む。
傷の男（スカー）を治療した少年（仮称）
声 - 川崎恵理子 / 西墻由香
師父を尊敬している少年。
シャン
声 - 上村典子
演 - 大方斐紗子
イシュヴァール人の老婆。左目に包帯を巻いている。クセルクセス遺跡に隠れ住んでいたイシュヴァール人の1人で、他の若いイシュヴァール人たちがエドワードを捕まえようとした際にこれを制止する。殲滅戦ではロックベル夫妻の治療を受けており、エドワードが夫妻の知り合いと知ると彼らの死の真相を話す。また、夫妻が殺されるのを止められなかったことを悔やんでおり、エドワードにはロックベル夫妻の墓前に「感謝と謝罪」を伝えるように託した。
「傷の男」の兄（仮称）
→#イシュヴァール殲滅戦

## イシュヴァール殲滅戦
「傷の男」の兄
声 - 水島裕 / 子安武人
演 - 大貫勇輔
本名不明。イシュヴァール人で「傷の男」の兄。錬金術師。
イシュヴァールひいては国のために、イシュヴァラ教の教えに反して独自に錬金術の研究を行う。その関係で弟である「傷の男」に注意されていたこともあったが、家族想いの良き兄である。東の国境に近かったことからシンの錬丹術の研究も行っていく。その結果、錬金術と錬丹術を融合した独自の錬成陣を考案し、自らの両腕に刺青で刻む（右腕の刺青は「分解」を、左腕の刺青は「再構築」を行う錬成陣）。
イシュヴァールの内乱中も研究を続けていたが、やがて錬丹術の見地からアメストリスの錬金術がおかしいことに気付き、「国土錬成陣」にも気付く。そして、その対抗策として「逆転の錬成陣」を考案するも、殲滅戦の火の手がすぐそこまで迫っていたために「逆転の錬成陣」が暗号化された研究書を弟に託す。その直後にキンブリーの襲撃に遭い、弟を庇って致命傷を負い、右腕を失った弟に「分解」の刺青がある自らの右腕を移植して死亡。
フェスラー
声 - 石原凡
アメストリス軍の准将。ヒューズやグランの上官。
イシュヴァール殲滅戦で第18区を担当した軍人。指揮官としての能力は低い上に非情で、出世のために戦功に焦った結果、無茶な突撃命令を出して味方の被害を増やしてしまう。投降してきたローグ・ロウの降伏を認めようとしなかったためにグランの手で射殺され、予てから反感を持っていた部下に流れ弾によるものとして処理された。
ローグ＝ロウ
声 - 不明
イシュヴァラ教最高指導者。
イシュヴァール殲滅戦を止めさせるために、自らの命と引き換えに残りのイシュヴァール人を助命するよう軍へと投降する。しかし、ブラッドレイに宗教の意義や人間の傲慢さを指摘されて、最終的には他のイシュヴァール人と同じ扱いをするよう命令を受け、無駄に終わった。

## クセルクセス王国
クセルクセス国王
声 - 石森達幸
演 - 品川徹
遥か昔に栄えたクセルクセス国最後の王。
国民からは名君と慕われていたが、老いによる焦りから不老不死を求め、ホムンクルス（後の「お父様」）の知識を借りて、国民を犠牲にしてでも「賢者の石」の作成を命令する。しかし、最期は自らも国民と同様に賢者の石の材料となる運命を辿る。
「約束の日」の最終決戦では、「お父様」が「人間を生む」と称して「賢者の石」として取り込んだクセルクセス人たちの魂を分離した際に登場。
ホーエンハイムの主人（仮称）
本名不明。キャラクターガイドでの表記は「錬金術師」。
錬金術師で、当時奴隷だったホーエンハイムの主人。ホーエンハイムの血を用いて、偶然ホムンクルス（フラスコの中の小人、後のお父様）を造り出すことに成功する。王の命を受けて、ホムンクルスより不老不死の法を聞き出したが、他のクセルクセス人と同じように賢者の石の材料にされてしまう。
サージェンス
ホーエンハイムの回想に登場。大工の棟梁。宮殿修理によく来ていた。原作では名前のみだったが、アニメでは容姿が描かれた。
ドズル
ホーエンハイムの回想に登場。上記のサージェンスの息子。父を尊敬し跡を継ごうと頑張っていた。原作では名前のみだったが、アニメでは容姿が描かれた。
カイヤ
ホーエンハイムの回想に登場。花屋の娘。やさしく思いやりのある女性。原作では名前のみだったが、アニメでは容姿が描かれた。
サリ
ホーエンハイムの回想に名前のみ登場。馬飼い。たいそうな酒好きで、ホーエンハイムと話が合った。
タミィ
ホーエンハイムの回想に登場。学者になることを夢に持っていた少年。原作では名前のみだったが、アニメでは容姿が描かれた。
ギダルーシュ
ホーエンハイムの回想に登場。料理人。金の無い旅人にタダで飯を食わせてクビになったことがある。原作では名前のみだったが、アニメでは容姿が描かれた。
アンダル
ホーエンハイムの回想に名前のみ登場。奴隷仲間。主人にうまく取り入ったホーエンハイムを眼の敵にしていた。
ズール
ホーエンハイムの回想に名前のみ登場。極悪人。全く改心せずどうにもならなかったため、死刑を待つ身だった。

## その他の人物
真理
→鋼の錬金術師の主要な登場人物#「真理」
バルド
声 - 石井康嗣（2003年版・ゲーム『MOBILE』）
演 - 高橋努
東部過激派「青の団」の一員。右目に眼帯をし、左手に安物の機関銃型（仕込みナイフ付き）の機械鎧を付けている。過激派メンバーの釈放のため列車ジャックをし、ハクロ一家を人質にしたが、偶然乗り合わせていたエルリック兄弟に敗れる。さらに駅に到着後、隠した武器を用い、暴れたが、マスタングの攻撃を受けて捕まる。
機械鎧はラッシュバレー製の特注品で、ラッシュバレーに見本写真が貼られている。
金持ちバカップル
声 - 高橋美佳子（女性）
ラッシュバレーでレミス工房のニューモデルリングを購入していたカップル。しかし、セントラルでホークアイ中尉に高級車のS-14型を徴収され、ダリウスに新車のEZO-16型を強奪されるという災難にあっている。